# Stazione di Keisei Narita
La stazione di Keisei Narita (京成成田駅?, Keisei Narita-eki) è, assieme alla stazione di Narita della JR East, situata nelle vicinanze, la principale stazione ferroviaria della città di Narita, nella prefettura di Chiba, in Giappone, servente la linea principale Keisei delle ferrovie Keisei.

## Linee
Ferrovie Keisei
● Linea principale Keisei
● Linea Keisei Higashi-Narita

## Struttura
La stazione è dotata di tre marciapiedi a isola con tre binari passanti su terrapieno. Tuttavia, poiché alcuni binari possiedono marciapiedi da entrambi i lati, il conteggio ufficiale delle banchine è di cinque in totale. L'uscita e il mezzanino si trovano sul lato nord, e collegati ai marciapiedi da sottopassaggio (scale fisse e mobili) e da una passerella sopraelevata per l'utilizzo degli ascensori.
| 1-2 | ■ Linea principale Keisei     | per Funabashi, Nippori, Keisei Ueno per Oshiage, linea Asakusa e linea Keikyū principale |
| 1-2 | ■ Linea principale Keisei     | per Higashi-Narita e Shibayama Chiyoda                                                   |
| 3   | ■ City Liner ■ Morning Liner  | per Funabashi, Aoto, Nippori e Keisei Ueno                                               |
| 4   | Sola discesa passeggeri       | Sola discesa passeggeri                                                                  |
| 5   | ■ Linea principale Keisei     | per Narita Aeroporto T. 2 e Narita Aeroporto T. 1                                        |
| 5   | ■ Linea Keisei Higashi-Narita | per Higashi-Narita e Shibayama Chiyoda                                                   |

## Stazioni adiacenti
| «                           | Servizio                                                  | »                           |
| Linea Keisei principale     | Linea Keisei principale                                   | Linea Keisei principale     |
| --------------------------- | --------------------------------------------------------- | --------------------------- |
| Kōzunomori                  | ■ Locale ■ Rapido ■ Espr. Lim. Pendolari ■ Espr. Limitato | Narita Aeroporto Terminal 2 |
| Keisei Sakura               | ■ Esp. Lim. rapido                                        | Narita Aeroporto Terminal 2 |
| Linea Keisei Higashi-Narita |                                                           |                             |
| verso Ueno                  | ■ Locale ■ Rapido ■ Espr. Lim. Pendolari ■ Espr. Limitato | Higashi-Narita              |

Presso questa stazione fermano anche i seguenti servizi:
- City Liner
- Morning Liner
- Evenin Liner